# Novembre 2012 en sport
Pour un article plus général, voir 2012 en sport.
Cette page concerne l'actualité sportive du mois de novembre 2012

## Faits marquants
- 2 au 18 : 7e édition de la coupe du monde de futsal en Thaïlande.
- 4 novembre : Formule 1 : Grand Prix d'Abou Dabi.
- 8 au 11 : 17e édition de la coupe de Russie de patinage artistique.

### Samedi10 novembre
- Rugby à XV : lors de la première journée des test-matchs de novembre, l'équipe d'Italie domine difficilement celle des Tonga sur le score de 28 à 23[32]. Les Anglais réalisent un match plein face aux Fidjiens en marquant sept essais pour une large victoire 54 à 12[33]. L'équipe d'Argentine montre déjà des signes du bienfait de leur intégration au Rugby Championship en battant les Gallois chez eux sur le score de 26 à 12[34]. Menés à la mi-temps, les Sud-Africains s'imposent 16 à 12 face aux Irlandais grâce à un essai de Ruan Pienaar en seconde période[35]. Enfin, l'équipe de France bat largement l'équipe d'Australie sur le score de 33 à 6, grâce notamment à l'excellente prestation de Frédéric Michalak qui fait son retour en équipe nationale[36].

### Dimanche11 novembre
- Rugby à XV : les All-Backs sur la lancée de leur victoire dans le Rugby Championship battent très largement les Écossais sur le score de 51 à 22, marquant six essais contre trois pour les Écossais[37].

### Lundi12 novembre
- Tennis : Novak Djokovic remporte le master disputé à Londres en dominant Roger Federer en deux sets en finale (7-66, 7-5). C'est sa deuxième victoire aux masters après celle de 2008[38].

### 18 au 25 novembre
- 18 novembre : Formule 1 : Grand Prix des États-Unis.
- 21 au 25 : 21e édition des championnats du monde de karaté au Palais Omnisports de Paris-Bercy à Paris, France.
- 22 au 25 novembre : 20e édition des championnats d'Europe de natation en petit bassin à l’Odyssée à Chartres en France.
- 25 novembre : Formule 1 : Sebastian Vettel devient champion du monde lors du Grand Prix du Brésil.